# Eugene van der Heijden
Eugène Joanna Benedictus van der Heijden (Hilvarenbeek, 14 juni 1920 - Maastricht, 23 april 2003) was een Nederlandse verzetsstrijder tijdens de Tweede Wereldoorlog.
Van der Heijden was werkzaam in het verzet. Samen met Karst Smit zette hij een ontsnappingsroute naar België op om geallieerde piloten, vluchtelingen en Joden naar veiliger oorden te krijgen, de zogenaamde "Bravery Line", ook wel genoemd "Fiat Libertas". Onder leiding van de Belg Jan Vanhee brachten Van der Heijden en Smit velen naar Brussel toe. Het betrof hier meer dan 150 Joden, 30 gevluchte verzetsstrijders en 43 geallieerde militairen. Het adres in Brussel van waaruit ze verder werden geleid was bij Madame Chabot en Ernest Van Moorleghem op de Jules Lejeunestraat 4 in Elsene, Brussel. Smit en van der Heijden overleefden beiden de oorlog. Van der Heijden na ondergedoken te zijn.
Na de oorlog werd hij onderscheiden met het Verzetsherdenkingskruis, de Yad Vashem-onderscheiding van de staat Israël, de Croix de Guerre van Frankrijk en op 21 november 1946 ontving hij te Amsterdam van de Amerikaanse regering de Medal of Freedom met Bronzen Palm. Karst Smit ontving dezelfde onderscheiding maar dan met zilveren palm. Gezien zijn contributie was dit in de juiste volgorde volgens Van der Heijden.